# Villa Chiericati

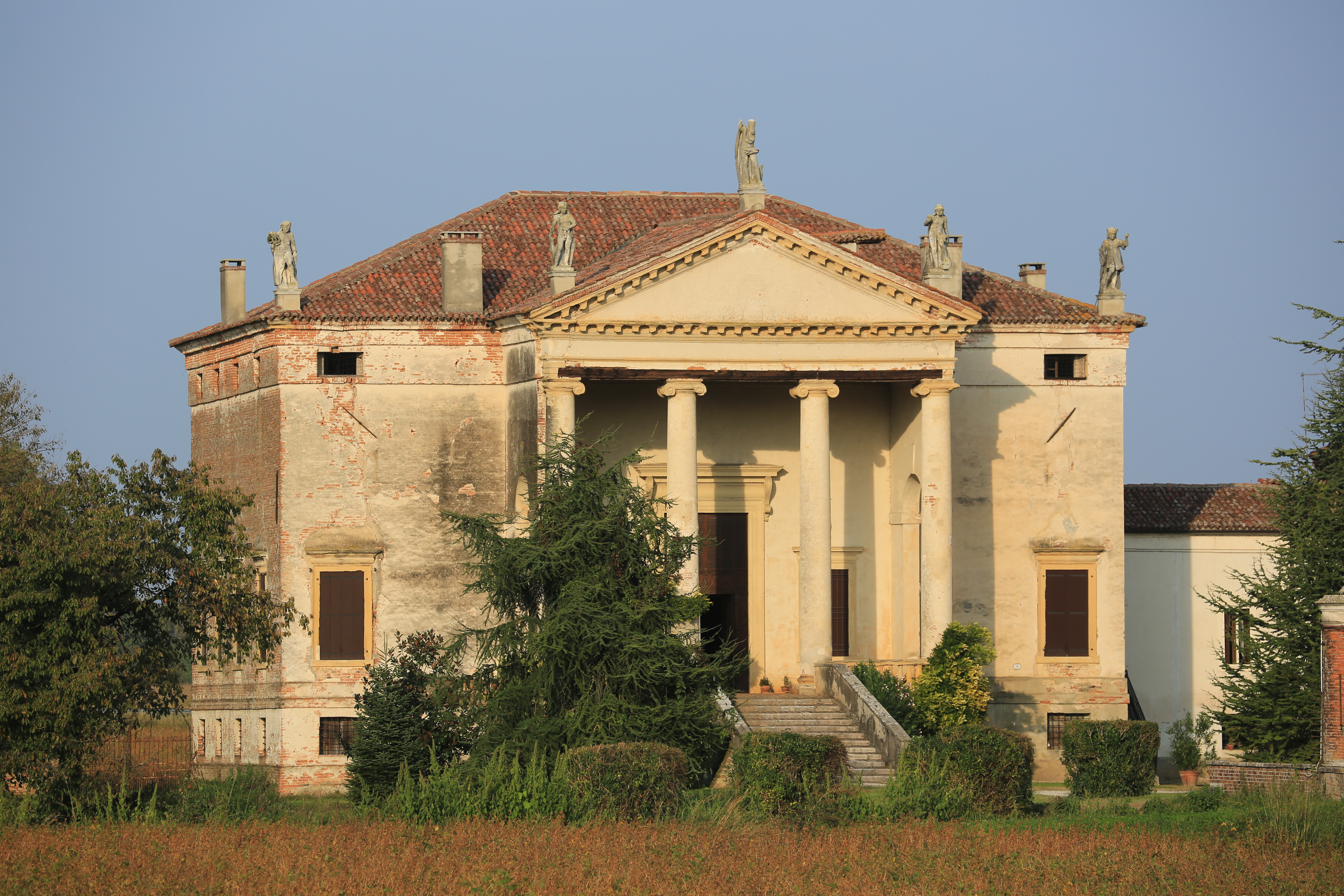
Die Villa Chiericati im Jahr 2014

Die Villa Chiericati ist eine Villa in Vancimuglio di Grumolo delle Abbadesse (Provinz Vicenza), sie liegt am Flusslauf des Bacchiglione – in einer Gegend, die traditionell von Reisfeldern geprägt ist. Die Villa wurde vermutlich von Andrea Palladio nach 1550 entworfen. Die Villa Chiericati gehört seit 1996 zusammen mit anderen palladianischen Villen in Venetien zum UNESCO-Weltkulturerbe.

## Urheberschaft
Die Urheberschaft Palladios lässt sich nicht mit „absoluter Sicherheit verfechten“, da Dokumente fehlen, die den Architekten benennen. In den Quattro Libri ist die Villa Chiericati nicht erwähnt. Das Gebäude wird zum ersten Mal 1740 von Francesco Muttoni als Werk Palladios genannt, eine Grundrisszeichnung Palladios ähnelt der Villa stark. Der Bauherr, Giovanni Chiericati war zudem der Bruder von Girolamo, dem Auftraggeber des Palazzo Chiericati in Vicenza. Von Giovanni Chiericati gibt es zudem belegte Zahlungen an Palladio, die dessen Urheberschaft „mehr als wahrscheinlich“ machen.

## Baugeschichte
In seinem Testament von 1557 bat Giovanni Chiericati seine Erben den Bau der Villa fertigzustellen. Pape und Wundram vermuten, dass zu dieser Zeit die Villa weitgehend vollendet gewesen sein muss und dass die Entwürfe aus der Zeit von 1550 bis 1554 datieren. Laut Helge Classen sind in dem ursprünglichen Plan keine Wirtschaftsgebäude vorgesehen gewesen, der heutige Zustand mit den Anbauten ist daher später ausgeführt, auch das Raumgefüge im Innern wurde überformt.

## Gebäude
Der Hauptbau ist ein geschlossener, strenger Quader, dem ein weit vortretender Portikus mit Kolossalordnung vorgelagert ist. Dies lässt Bezüge auf die späteren Entwürfe Palladios die Villen La Rotonda und La Malcontenta zu. Pape und Wundram sehen in der geometrischen Spannung zwischen der Betonung der zentralen Achse und den weit nach außen gerückten Fensteröffnungen einen möglichen Vorläufer für die Gestaltung der Villa Rotonda. Ungewöhnlich für Palladio sehen beide die Gliederung der Flanken der Villa Chiericati in eine gleichmäßige Ordnung von vier Öffnungen, ohne Herausbildung einer Mittelachse.